# Serra Mitjana (Paüls)
La Serra Mitjana és una serra situada al municipi de Paüls a la comarca del Baix Ebre, amb una elevació màxima de 421 metres.